# Jonathan Leman
Jonathan Leman, född 1981, är en svensk journalist och expert på högerextremism och samtida antisemitism. Sedan 2009 är han anställd på tidningen Expo, där han arbetat som reporter och föreläsare. Han är ansvarig för Expos utredningsverksamhet.
Leman har också varit aktiv i Svenska kommittén mot antisemitism (SKMA) och tilldelades 2013 deras ELSA-priset. År 2018 mottag han Raoul Wallenberg-priset  och 2019 nominerades han tillsammans med Expressens reporter David Baas till Guldspaden för en artikelserie om sverigedemokratiska kandidater till politiska församlingar med kopplingar till vit makt-miljön.
Leman är en av svenska medier flitigt anlitad expert på vit makt-miljön, den samtida antisemitismen och frågor som rör våldsbejakande extremism. Under 2019-2020 bedrev han, tillsammans med Juridikfrontens dåvarande ordförande Johan Nordqvist en utbildning för poliser i hatbrott på internet och hur man kan utreda dessa.